# Triclistus hostis
Triclistus hostis är en stekelart som beskrevs av André Seyrig 1934. Triclistus hostis ingår i släktet Triclistus och familjen brokparasitsteklar. Inga underarter finns listade i Catalogue of Life.